# Дятел-смугань жовтогорлий
Дятел-смуга́нь жовтогорлий (Piculus flavigula) — вид дятлоподібних птахів родини дятлових (Picidae). Мешкає в Південній Америці.

## Опис
Довжина птаха становить 20 см. Верхня частина тіла, крила і хвіст оливково-коричневі, нижня частина тіла біла, поцяткована горизонтальними коричневими смужками. Обличчя і шия жовті. У самчців тім'я і лоб червоні, у самиць червоне лише тім'я, а лоб жовтий. Самці підвиду P. f. erythropis мають червоне горло.

## Таксономія
Жовтогорлий дятел-смугань вперше був описаний французьким натуралістом Жоржем-Луї Леклерком де Бюффоном в 1780 році в праці Histoire Naturelle des Oiseaux за зразком, зібраним у Французькій Гвіані. Де Бюффон не навів наукової назви виду, однак в 1783 році голландський натураліст Пітер Боддерт придумав біномінальну назву Picus flavigula, яку помістив до свого каталогу Planches Enluminées.

## Підвиди
Виділяють три підвиди:
- P. f. flavigula (Boddaert, 1783) — від східної Колумбії і південної Венесуели до Гвіани і північної Бразилії;
- P. f. magnus (Cherrie & Reichenberger, 1921) — від північно-східного Еквадору і південно-східної Колумбії до північної Болівії і західної Бразилії;
- P. f. erythropis (Vieillot, 1818) — схід і південний схід Бразилії.

## Поширення і екологія
Жовтогорлі дятли-смугані мешкають в Амазонії, в долинах Токантісу і Арагуаї, а також в Каатинзі. Вони живуть в тропічних лісах.